# Iulian Mamele
Iulian Mamele (n. 17 februarie 1985, București, România) este un fotbalist român retras din activitate.

## Carieră
A debutat pentru Concordia Chiajna în Liga I pe 25 iulie 2011 într-un meci pierdut împotriva echipei Sportul Studențesc.
În trecut a fost fundașul echipei de fotbal din Drăgănești Vlasca.